# Microlepidium pilosulum
Microlepidium pilosulum là một loài thực vật có hoa trong họ Cải. Loài này được F. Mull. mô tả khoa học đầu tiên năm 1853.